# Ràtzia de 908
La Ràtzia de 908 fou una campanya de l'Emirat de Còrdova contra els comtats de Pallars i Ribagorça.

## Antecedents
L'agost del 872 Bernat de Gòtia moria assassinat per un vassall de Bernat Plantapilosa i Oliba II fou restituït en el comtats de Carcassona i Rasés, i Plantapilosa va governar Tolosa i Llemotges. El Pallars i la Ribagorça s'escaparen del seu control, donat que els partidaris del comte assassinat crearen una dinastia nova iniciada per Ramon II de Pallars i Ribagorça, però fou atacat per Llop ibn Muhàmmad el 904 per enfrontar-se amb Ramon II, prenent-li els castells de Sarroca de Bellera, Castissent i Mola de Baró, assolint la màxima extensió dels seus dominis. Va causar grans destrosses i saquejos pel comtat pirinenc; van morir set-centes persones i va capturar prop de mil, entre elles el fill del comte, Isarn
Muhàmmad al-Tawil prengué l'herència a Furtun ibn Llop, fill de Llop ibn Muhàmmad i va convertir-se en Valí de Lleida el 907.

## La ràtzia de 908
El 908 s'apoderà a la Ribagorça (quan ja era amo de Lleida,) de Roda i Montpedrós, probablement
Pedrui,
on només queda l'ermita de Santa Maria de Pedrui i un gran nombre de pedres amuntegades, que confirmen l'existència d'una població en l'antiguitat, que són atribuïdes a les restes d'una fortalesa medieval amb el nom en llatí de Monte Pedroso.

## Conseqüències
Muhàmmad al-Tawil emprengué el 909 una ràtzia per la frontera, conquerint els castells i llocs d'Oliola, Ponts i Alguaire.